# Родамин
Родамины — семейство близких по строению химических соединений, являющихся производными ксантена. Характерные представители — Родамин 6G, Родамин 123 и Родамин B. Родаминовые красители хорошо флуоресцируют, и для их обнаружения используются простые и недорогие методы флуориметрии.
Родаминовые красители чаще используются как основной компонент чернил, но также имеют области применения в таких методах как флуоресцентная микроскопия, проточная цитометрия и иммуноферментный анализ.
Большинство родаминовых красителей обладают умеренной токсичностью, а также хорошо растворимы в воде, метаноле и этаноле.
Интенсивность флуоресценции во много раз увеличивается при растворении в органических растворителях, например, диметилсульфоксиде, диметилформамиде и других.